# Přestavlky (zámek, okres Chrudim)
Neorenesanční zámek Přestavlky se od roku 1872 nalézá v obci Přestavlky v okrese Chrudim. Zámek Přestavlky je spolu s rozsáhlým přírodně krajinářským parkem, patrovou sýpkou z konce 19. století a dalšími hospodářskými budovami od roku 1958 chráněn jako kulturní památka.

## Historie
Na místě nynějšího zámku stávala od počátku 15. století tvrz, po jejímž zpustnutí nechal v roce 1567 tehdejší majitel panství Hynek Talacko z Ještětic vybudovat novou tvrz, později přestavěnou na prostý barokní zámeček. V roce 1860 jej tehdejší majitelé prodali továrníkovi Josefu Kellerovi z Brna, který ho nechal zbořit a na jeho místě vystavěl v roce 1872 nynější novorenesanční zámek. 
Po druhé světové válce emigrovali majitelé – rodina Ragensdorferů – a zámek připadl státu, který v něm provozoval vojenskou školu pro poddůstojníky, později politickou školu a od roku 1954 jej využívala chrudimská nemocnice. V současné době zámek slouží jako dětský domov se školou.

## Popis
Zámek je jednopatrová budova s plochou valbovou střechou, ze které uprostřed vystupuje nízká hranolová věžička s terasou. Sedlová střecha byla novodobě doplněna oplechovanými krabicovými vikýři novodobého obytného podkroví. Zámecká budova má dvě boční křídla, která vybíhají k západu a směrem do parku otevírají malé vnitřní nádvoří. K jedné straně přiléhá nakoso postavená novodobá věžová přístavba schodiště.
Fasády zámku jsou rozvrženy výrazně horizontálně a symetricky, s širokými středními rizality, zakončenými nízkými trojúhelnými štíty. Fasáda v přízemí je členěna mělkou pásovou rustikou, patro má hladké omítky. Okna v přízemí jsou obdélná, v profilovaných lištových šambránách, okna v patře jsou edikulového typu s římsami. Pod výrazně předsazenou konzolovou hlavní římsou je vloženo nízké půdní polopatro s kruhovými okénky. 
Před trojosý centrální rizalit s trojúhelníkovým frontonem předstupuje kovová konstrukce balkonu s dekorativním mřížovým zábradlím, nesená čtveřicí zdvojených litinových sloupků. Také centrální věž člení čtveřice slohových pilastrů, které nesou mohutné kladí s konzolovou římsou s kovovým zábradlím terasy. V čele věže je ciferník věžních hodin.